# Teyrêbazên Azadîya Kurdistan
Die Teyrêbazên Azadîya Kurdistan (TAK), deutsch Freiheitsfalken Kurdistans, sind eine kurdische Terrororganisation in der Türkei. Die TAK haben seit 2005 mehrfach Terroranschläge in türkischen Touristengebieten wie Antalya, Marmaris, Izmir und Istanbul verübt und weitere Gewalt angedroht. Die türkische Regierung sieht die TAK als einen terroristischen Arm der PKK. Auch der Bundesgerichtshof hat die TAK mit juristischer Wirkung als Teilorganisation der PKK identifiziert und rechnet Terroranschläge, zu denen sich die TAK bekennt, tatsächlich der PKK zu. Hintergrund dessen sei, dass die PKK ihre terroristischen Aktivitäten „unter dem Deckmantel“ der „vermeintlich eigenständig agierenden“ TAK verschleiern wolle. Sofern sich die PKK offiziell von der TAK distanziert, tut sie dies laut Bundesregierung nur „aus taktischen Gründen“. Die TAK bestreitet zwar Verbindungen zur PKK, porträtiert den inhaftierten PKK-Chef Abdullah Öcalan auf der TAK-Website jedoch trotzdem als ihren Anführer und fordert dessen Freilassung. Laut eigener Darstellung ging die TAK, deren Mitglieder eine Zeit lang innerhalb der PKK gekämpft hatten, aus den Guerillaeinheiten der Kongra Gel hervor, da die Kongra Gel und die HPG (militärischer Arm der PKK) zu schwach seien.

## Hintergrund, Gründung und Zielsetzung
Die HPG als militärischer Arm der PKK gründeten die TAK im Jahr 1999 als einen radikalen und eigenständigen urbanen Ableger der PKK in Reaktion auf die Festnahme des PKK-Führers Abdullah Öcalan. Durch die Gründung der TAK wollte die PKK ihr bis zu diesem Zeitpunkt vor allem im ländlichen Raum lokalisiertes Netzwerk ausweiten, indem es junge Stadtbewohner für sich gewann. Die TAK ist zwar nicht die einzige, aber die radikalste unabhängige Jugendorganisation im Umfeld der PKK. Diese verdeckten Ableger bieten der PKK den Vorteil, eine Doppelstrategie offizieller Verhandlungsbereitschaft auf der einen und inoffizieller Gewalteskalation auf der anderen Seite umsetzen zu können: Einerseits gelang es der PKK somit über die PKK-Ableger wie die TAK, junge frustrierte Kurden anzuziehen, die eine aggressivere als die offizielle PKK-Linie anstreben und Gewaltmaßnahmen gegen die als Besatzer empfundenen Türken bevorzugen. Andererseits konnte sich die PKK wiederholt bemühen, die Gewaltspirale (deren Hochphasen zwischen 2004 und 2012 lagen) mit Waffenstillstandsangeboten zu durchbrechen, indem sie sich nicht öffentlich erkennbar zur Gewalt ihrer Splittergruppen bekennen musste.
Von Beginn an verzichtete die Führung der PKK gezielt auf offizielle Verbindungen zur TAK, damit die TAK im städtischen Raum eigenständig gegen die türkischen Sicherheitskräfte operieren konnte, ohne den nach Öcalans Festnahme 1999 von der PKK einseitig ausgerufenen Waffenstillstand zu gefährden. Die PKK baute dabei auf die ideologische und operative Linientreue der jungen TAK-Aktivisten gegenüber der PKK als ihrer Mutterorganisation und erlaubte ihnen eine völlige Freiheit für Initiativen und Operationen.
Nachdem die türkische Regierung sich nicht zu Verhandlungen mit der PKK bereit gezeigt hatte, nahm die PKK ab Juni 2004 den bewaffneten Kampf wieder auf, von dem sie sich 1999 losgesagt hatte. Die PKK verband seitdem ihre Guerillastrategie in den traditionell kurdisch-dominierten Siedlungsgebieten im Südosten der Türkei mit Bombenanschlägen in den großen Städten im Westen des Landes und setzte dafür ihre Organisation der TAK ein, die ab Frühjahr 2005 mit Attentaten in den türkischen Bevölkerungszentren in Erscheinung trat. Die PKK verfolgte mit dieser Doppelstrategie das Ziel, eine Amnestie sowie direkte Verhandlungen über die sogenannte Kurdenfrage zu erzwingen.
Im Jahr 2004 war zwar offiziell eine Abspaltung der TAK von der PKK unter der Begründung erfolgt, dass die TAK das pazifistisch ausgelegte PKK-Manifest von 2004 nicht unterstützte, doch blieben die Verbindungen zur PKK laut Rayk Hähnlein, Sicherheitsexperte bei der Stiftung Wissenschaft und Politik (SWP), derart eng, dass die TAK nicht als eigenständige Organisation betrachtet werden kann.
Die TAK-Kämpfer erhielten (Stand: 2016) ihr paramilitärisches Training in den unter der Kontrolle der YPG – dem syrischen Arm der PKK – stehenden kurdisch-dominierten Kantonen im Norden Syriens. Viele TAK-Attentäter waren bis zu zwei Jahre lang in YPG-Lagern trainiert worden und hatten in den YPG-Verbänden gekämpft. Die direkte Konfrontation mit türkischen Militäraktionen auf dem YPG-Territorium förderte in bedeutender Weise die Reaktion der TAK mit Terrorakten in den westtürkischen Metropolen. Nachdem das türkische Militär die PKK aus den Städten vertrieben und im September 2016 einen bis dahin beispiellosen Drohnenkrieg gegen die PKK begonnen hatte, bei dem innerhalb eines Jahres 600 kurdische Kämpfer getötet wurden, reagierte die PKK, indem sie die TAK als ihre inoffizielle Stellvertretermiliz Selbstmordattentate ausüben ließ (z. B. vom 11. Dezember 2016 mit 45 Toten), die im Stil mit den Selbstmordattentaten des Islamischen Staates (IS) vergleichbar waren. Laut dem deutschen Bundesamt für Verfassungsschutz sind die TAK-Anschläge des Jahres 2016 mit zahlreichen Todesopfern und Verletzten ein Beispiel dafür, dass die PKK häufig den militärischen Konflikt durch unmittelbare Vergeltungsaktionen „geprägt und verschärft“ hat.

## Struktur und Ideologie

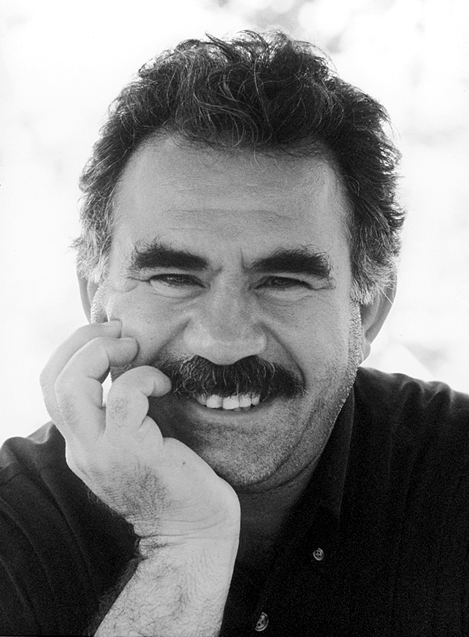
PKK-Führer Abdullah Öcalan, Idolfigur der TAK (Foto: 1997)

Die TAK ist eine städtische Jugendorganisation. Mit Stand von 2016 lag das Durchschnittsalter ihrer Mitglieder bei etwa 25 Jahren. Ihre Selbstmordattentäter waren nie älter als 30 Jahre. Die TAK findet insbesondere bei randständigen und ideologisch leicht manipulierbaren kurdischen Jugendlichen in den südöstlichen Städten Zuspruch, die den PKK-Führer Abdullah Öcalan als ihr Idol ansehen. Ein Mitarbeiter der 2005 vom damaligen Bundesinnenminister Otto Schily verbotenen Mezopotamischen Nachrichtenagentur (MHA) gab Medien gegenüber an, die TAK rekrutierten sich aus einer neuen Generation „frustrierter junger Kurden“, die in den Slums von Istanbul, Izmir und Ankara aufgewachsen seien, nachdem deren Eltern in den 1990er-Jahren vor den Kämpfen der PKK und der Armee aus dem Südosten der Türkei geflohen seien. Andere kurdische Beobachter werteten die TAK Medienberichten zufolge als „sozial entwurzelte Jugend“ und eine aus der Hoffnungslosigkeit geborene „neue Stadtguerilla“.
Im Jahr 2006 galten über die enge Verbindung von PKK und TAK hinausgehende Einblicke in Struktur und Vorgehensweise der TAK laut Medienberichten als schwer zu gewinnen. Ähnlich wie der Verfassungsschutz Baden-Württemberg ging Heinz Kramer, Türkei-Experte der SWP, von einer engen Verbindung zwischen der PKK und den TAK aus und wies darauf hin, dass das politische Programm von PKK und TAK sehr ähnlich sei, hob jedoch hervor, dass man nicht wisse, ob es Stellen gebe, die über weitere Informationen über die TAK verfügten. Medienberichten zufolge gelang es dem türkischen Geheimdienst nicht, die Organisation aufzuklären. Die Gruppe agiere offenkundig in kleinen Zellen in den Ballungszentren – wohingegen die PKK eine klassische Kaderorganisation mit bekanntem Personal und bekannter Struktur vor allem im Osten des Landes sei.

## Anschläge

### 2005–2006
Seit Frühjahr 2005 machten die TAK mit Attentaten in den türkischen Bevölkerungszentren auf sich aufmerksam, die Teil der Doppelstrategie der PKK waren, bei der die PKK neben den in den westlichen Städten erfolgenden Anschlägen der TAK die Auseinandersetzungen im ländlichen Südosten in Form der Guerillastrategie fortsetzten. Seit Sommer 2005 reagierten die TAK jeweils mit Terrorakten, wenn die Türkei den militärischen Druck auf die PKK in den vornehmlich kurdisch-besiedelten Gebieten erhöhte.
- 17. Juli 2005 – So verübten die TAK, nachdem im Frühling 2005 intensive Militäroperationen der Türkei im Südosten durchgeführt worden waren, einen Anschlag auf einen Touristenbus in Aydın, der auch als erster TAK-Anschlag betrachtet wurde.[5]

In einer in deutscher Sprache verfassten E-Mail vom 14. April 2006 an die türkische Botschaft in Berlin und an verschiedene Reiseveranstalter kündigten die TAK Anschläge an, insbesondere auch gegen den Tourismus in der Türkei. Seit dem Frühjahr 2006 kam es dann vermehrt zu Sprengstoffanschlägen, zu denen sich die TAK bekannten.
- 25. Juni 2006 – Bei einem Bombenanschlag in einem Picknick-Bereich des Parks an den Wasserfällen von Manavgat – rund 100 Kilometer östlich von der Mittelmeer-Stadt Antalya entfernt – werden 4 Menschen getötet und 28 weitere verletzt. Die TAK bekennen sich Medienangaben zufolge zur Tat.[11]
- 14. August 2006 – Die TAK bekennen sich zu einer Bombenexplosion in der Altstadt von Istanbul mit drei Verletzten.[11]
- 28. August 2006 – Anschläge in Touristenzentren: Im Badeort Marmaris werden zehn Briten und sechs Türken verletzt, als eine Bombe einen Kleinbus zerstört. Bei der Explosion zweier weiterer Sprengsätze  in Marmaris werden fünf weitere Menschen verletzt.[11] Insgesamt werden bei den drei Explosionen in Marmaris 27 Menschen verletzt.[3] In Antalya werden vier Menschen getötet und über 70 weitere verletzt, darunter auch drei deutsche Staatsbürger.[3][11] Zuvor erlitten sechs Menschen in Istanbul durch eine Paketbombe Verletzungen.[11] Die TAK bekennen sich zu den Taten.[11][12] Durch die Festnahme eines PKK-Mitglieds hat die Polizei offenkundig ein weiteres Attentat in Izmir vereitelt.[11]

Medienangaben von Ende August 2006 mit Berufung auf kurdische Medien zufolge hatten die TAK seit Beginn des Jahres 2006 rund 30 Anschläge in türkischen Urlaubsorten oder Feriengebieten verübt, bei denen zusammen zwölf Menschen getötet worden waren. Auf ihrer Homepage drohten die TAK, die Türkei sei „kein sicheres Land, Touristen sollten nicht hierher kommen“ und kündigte an, das Land „in die Hölle zu verwandeln“. Wörtlich gaben die TAK am 29. August 2006 auf ihrer Internetpräsenz die Erklärung ab:

„Unsere Angriffe werden sich vor allem im touristischen Bereich konzentrieren. Denn beim Tourismus handelt es sich um einen der Hauptbereiche, welche den schmutzigen Krieg nähren und finanzieren. Wir warnen inländische und ausländische Touristen davor, sich in touristische Gebiete zu begeben. Wir werden die Verantwortung nicht
tragen, wenn sie bei Angriffen in diesen Gebieten ihr Leben verlieren.“

Tatsächlich stellte die Anschlagsserie am 28. August 2006 einen vorläufigen Höhepunkt der Gewaltspirale dar. Nachdem Öcalan am 29. September 2006 aus seiner Haft heraus über seine Anwälte zu einer einseitigen Waffenruhe aufgerufen und Schritte zur Lösung der „Kurdenfrage“ gefordert hatte, verkündeten die HPG am 1. Oktober 2006 den Waffenstillstand einhalten zu wollen, worauf sich auch die TAK seit Inkrafttreten des Waffenstillstandes zu keinen Terroranschlägen mehr bekannten.

Der Verfassungsschutzbericht des deutschen Innenministeriums führte für das Jahr 2006 auf, dass bei den Sprengstoffanschlägen, die die TAK 2006 in türkischen Städten und Urlaubsregionen durchgeführt hatten, insgesamt 14 Personen – darunter auch ausländische Touristen – getötet und 200 Menschen – darunter auch drei Deutsche – zum Teil schwer verletzt wurden.

### 2010–2015
Zwischen 2010 und 2015 unterbrachen die TAK ihre Anschlagserie, um die Annäherung und den Friedensprozess zwischen der AKP-Regierung und der PKK nicht zu gefährden. Laut Einschätzung der deutschen Bundesregierung schob die PKK-Führung nach erfolgten Anschlägen die Verantwortung auf die TAK und kritisierte deren Gewaltaktionen in der Öffentlichkeit, während jedoch tatsächlich die Androhung von militanten Aktionen „mit terroristischen Mitteln“ zentraler Bestandteil des Kampfes der PKK sei.
- 31. Oktober 2010 – Bei einem Selbstmordanschlag auf einen Polizeibus auf dem Taksim-Platz in Istanbul werden 32 weitere Menschen verletzt. Außer dem Selbstmordattentäter kommt niemand zu Tode. Die TAK bekannte sich in einer im Internet veröffentlichten Erklärung vom 4. November 2010 zur Tat. Der PKK-Führungsfunktionär Murat Karayilan kritisierte den Anschlag scharf, da sich die PKK zu jenem Zeitpunkt im Rahmen der einseitig ausgerufenen Waffenruhe in Gesprächen mit der türkischen Regierung befand (sogenannte Oslo-Gespräche).[4]
- 20. September 2011 – Die TAK zünden eine Autobombe im Regierungsviertel von Ankara, wobei drei Menschen getötet und 34 weitere Zivilisten schwer verletzt wurden.[13][4] Die TAK bekannten sich in einer im Internet veröffentlichten Erklärung vom 22. November 2011 zum Anschlag.[4]

### Seit 2015
Seit dem Scheitern des Friedensprozesses im Sommer 2015 und den darauf erfolgenden militärischen Großoffensiven gegen die PKK in Südanatolien (Cizre, Silopi und andere Städte) nahmen die TAK ihre Terrorakte wieder auf, beginnend mit dem Anschlag auf den Flughafen Istanbul-Sabiha Gökçen am 23. Dezember 2015:
- 23. Dezember 2015 – Gegen 02:05 Uhr explodierten am Flughafen Istanbul-Sabiha Gökçen vier Mörsergeschosse, dabei wurden drei Flugzeuge von Schrapnellteilen getroffen unter anderem eine geparkte Boeing 737-800 (Kennzeichen TC-CPV) der Pegasus Airlines. Zum Zeitpunkt befanden sich zwei Reinigungskräfte im Flugzeug, von denen eine getötet und die andere verletzt wurde.[14] Die TAK übernahm die Verantwortung für den Anschlag.[15]

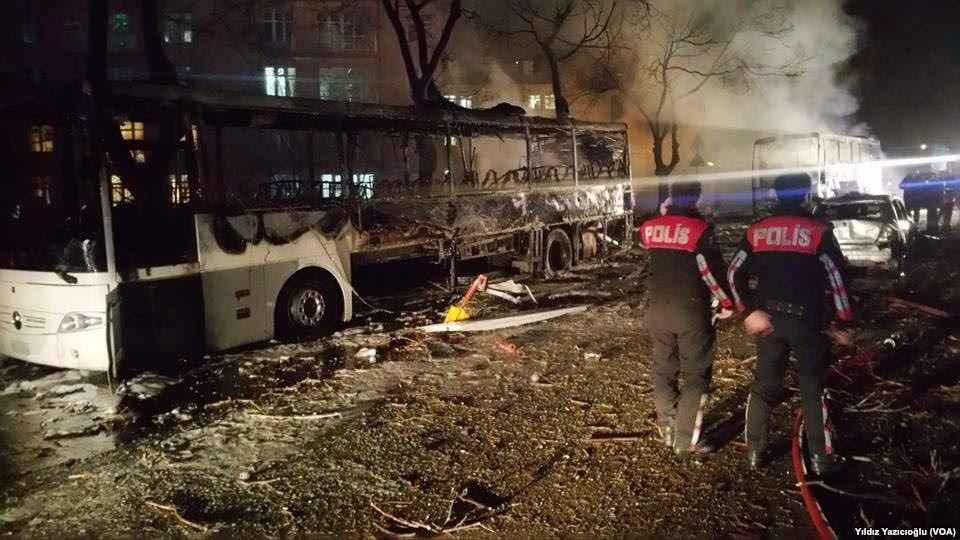
Bombenanschlag in Ankara am 17. Februar 2016

Während sich der Großteil des PKK-Konflikts weiterhin im kurdisch-dominierten Siedlungsgebiet in der Südosttürkei abspielte, breitete sich die Gewalt seit Januar 2016 zunehmend in den Westen der Türkei aus, wobei allein bei den beiden TAK-Bombenanschlägen vom 17. Februar und 13. März 2016 in Ankara insgesamt mindestens 66 Menschen (38 Zivilisten und 28 Sicherheitskräfte) getötet wurden:
- 17. Februar 2016 – Die TAK bekennen sich zum Autobombenanschlag auf einen Militärkonvoi der türkischen Streitkräfte in Ankara mit mehr als 28 Toten und rund 60 Verletzte.[18][19]

Nach dem Bombenanschlag in Ankara am 17. Februar 2016, zu dem sich die TAK auf ihrer Homepage als „Selbstmordangriff“ bekannten, schrieben die TAK, sie hätten „im Herzen des faschistischen türkischen Staates in Ankara zugeschlagen“, kündigten die Fortsetzung ihres „Rachefeldzugs gegen den faschistischen türkischen Staat“ an und drohten auch mit weiteren Angriffen gegen den bedeutenden Tourismussektor. Sie richteten sich ausdrücklich mit ihren Drohungen an die Touristen in der Türkei und forderte ausländische Touristen auf, der Türkei fernzubleiben. In einer zusätzlichen englischsprachigen Erklärung drohten die TAK, den Tourismus in der Türkei „zerstören“ zu wollen und schrieben:

„Wir ermahnen alle ausländischen und einheimischen Touristen, sich nicht in die Touristengebiete der Türkei zu begeben. Wir sind nicht verantwortlich für diejenigen, die in den Angriffen auf diese Gegenden getötet werden.“

Die TAK drohten, die Türkei werde nicht in der Lage sein, Urlauber zu schützen. Der Tourismus gehöre zu den wichtigsten Finanzierungsquellen für den „dreckigen Krieg“ der Türkei und sei daher „ein bedeutsames Ziel“, das die TAK „zerstören wolle“. Die TAK nahmen für sich in Anspruch, mit weiteren Anschlägen für die kurdische Bevölkerung zu kämpfen und schrieb: „Wir werden Rache nehmen für all das Leid des kurdischen Volkes.“ In ihrem Bekennerschreiben schrieben sie, solange sich PKK-Führer Öcalan in Gefangenschaft befinde, würden überall in der Türkei ihre Bomben detonieren. Die Einnahmen aus dem Tourismus würden den Krieg mitfinanzieren, weshalb die TAK die touristischen Ziele angriffen.

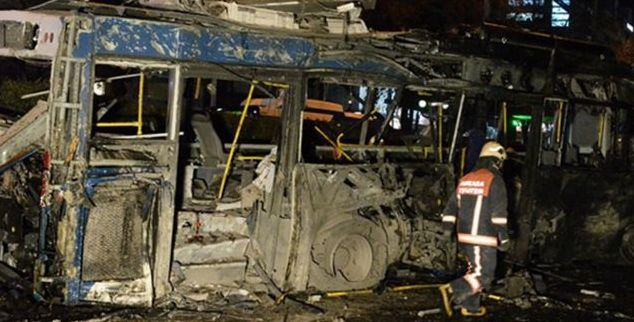
Einsatzkräfte am Tatort des Bombenanschlags in Ankara am 13. März 2016

- 13. März 2016 – Bei einem erneuten Autobombenanschlag der TAK an einem zentralen Busbahnhof von Ankara sterben 35 Zivilisten sowie zwei Terroristen.[29][30]
- 27. April 2016 – Bei dem Anschlag einer TAK-Selbstmordattentäterin vor der Großen Moschee in Bursa werden 13 Menschen verletzt.[17][31] Offenbar explodierte die Bombe vorzeitig.[31]
- 7. Juni 2016 – Bei einem Autobombenanschlag auf einen Polizeibus im Istanbuler Bezirk Vezneciler werden 7 Polizisten und 4 Zivilisten getötet,[17] sowie 36 Menschen verletzt. Wenige Tage später übernahmen die TAK hierfür die Verantwortung.[32][33][17]
- Oktober 2016 – Medienangaben zufolge erfolgte ein „Raketenangriff“ an der Küste der Urlauberregion Antalya, bei dem keine Menschen zu Schaden kamen. Die TAK habe sich zu dem Angriff bekannt und von einem Racheakt für drei ihrer Kämpfer gesprochen, die zuvor getötet worden seien.[34]
- 4. November 2016 – Anschlag mit einer Autobombe in Diyarbakir.[35][36][37] Die TAK bekannten sich zum Attentat.[35] Das deutsche Bundesamt für Verfassungsschutz wertete den Anschlag als mutmaßliche Reaktion darauf, dass in der Nacht zum 4. November 2016 neben weiteren Abgeordneten die beiden Vorsitzenden der HDP in Diyarbakır beziehungsweise Ankara verhaftet wurden.[35] Zu dem Attentat bekannte sich neben den TAK auch der Islamische Staat.[38]

Auf die türkischen Militäraktionen gegen die PKK und die Repressionen gegen kurdische Journalisten, Wissenschaftler und Politiker im Herbst 2016 reagierten die TAK mit ihren Anschlägen vom 10. Dezember 2016:
- 10. Dezember 2016 – Bombenanschläge nahe der Vodafone Arena in Istanbul.[39]
- 5. Januar 2017  – Anschlag in Izmir auf ein Gerichtsgebäude mit vier Toten, davon zwei Attentäter.[40]

Am 6. Juni 2017 veröffentlichten die TAK in türkischer und englischer Sprache eine Erklärung mit der Ankündigung, den Kampf in der Türkei zu intensivieren und „alle Metropolen und Tourismusgebiete“ in der Türkei als potenzielle Anschlagsgebiete zu behandeln:

„Wir warnen diejenigen, die die Türkei im Hinblick auf Investitionen und Tourismus für ein sicheres Land halten. Alle Städte, Megastädte, Metropolen und Tourismusgebiete der Türkischen Republik sind unser Kriegsgebiet, und unsere Anschläge werden viel häufiger als in der Vergangenheit erfolgen.“

## Einstufung als Terrororganisation
Die TAK steht seit 2006 auf der EU-Liste der terroristischen Vereinigungen. Der deutsche staatliche Auslandsrundfunk Deutsche Welle (DW) gab dagegen 2016 an, neben der UNO, Russland, China und Ägypten würde auch die EU die TAK nicht als terroristische Vereinigung betrachten.
Die USA stuften die TAK 2008 als Terrorgruppe ein. Die TAK seien „für vielfache Terroranschläge in der Türkei verantwortlich, die auf Tourismusstandorte, Militärstandorte und Regierungsgebäude abgezielt und zu mehreren Todesfällen geführt“ hätten, so die US-Regierung. Das US-Außenministerium erklärte, die Benennung bekräftige „das Engagement der USA für die Terrorismusbekämpfung in Zusammenarbeit mit ihrem NATO-Verbündeten Türkei“. Die USA würden „die Zusammenarbeit mit der Türkei, dem Irak und dem übrigen Europa gegen die PKK und ihre Unterstützungsnetzwerke und ihre Zweigorganisationen, wie die TAK, fortführen“. Es dürfe keine „sicheren Zufluchtsorte für solche Terroristen“ geben. In seiner scharfen Verurteilung eines PKK-Anschlags auf einen Militärcheckpoint im Südosten der Türkei vom 9. Oktober 2016 verurteilte der Nationale Sicherheitsrat der USA auch den Motorrad-Anschlag vom 5. Oktober 2016 in Istanbul, für den die TAK sich verantwortlich erklärt hatte, die von der US-Regierung als „urbane terroristische Einheit der PKK“ angesehen wurde.
Auch die Türkei stuft sowohl die PKK als auch ihre Splittergruppe TAK als terroristische Vereinigung ein.
Das Vereinigte Königreich setzte die TAK am 24. Dezember 2008 separat in ihre Liste der Terrorgruppen.

## Beziehungen zur PKK
Der Bundesgerichtshof ist der Auffassung, dass Terroranschläge, zu denen sich die TAK bekennt, tatsächlich der PKK zuzurechnen sind. Denn die PKK wolle ihre terroristischen Aktivitäten unter „dem Deckmantel“ der „vermeintlich eigenständig agierenden“ TAK verschleiern. Sofern sich die PKK offiziell von der TAK distanziert, tut sie dies laut Bundesregierung nur „aus taktischen Gründen“. Die Darstellung der TAK, unabhängig von der PKK zu sein, halten westliche Sicherheitsexperten für unglaubwürdig. Nach Ansicht von Sicherheitsexperten verfügte die TAK zum Zeitpunkt ihrer Anschläge im Jahr 2016 weiterhin über Verbindungen zur PKK. Beobachter vermuten, dass die PKK die TAK selbst für Anschläge in Städten in der westlichen Türkei gegründet hatte, während sie sich selbst in den südöstlichen Berggebieten Kämpfe mit dem Militär lieferte.
Die PKK behauptet dagegen, dass es sich bei der TAK um eine Splittergruppe handelt, über deren Kontrolle die PKK nicht verfüge. Die TAK sei eine Struktur außerhalb der PKK-Organisation. Ihre Anschläge seien allerdings Teil des Krieges und die TAK würden mit ihren Anschlägen Sympathie in der Gesellschaft gewinnen.
Nachdem die TAK zwischen 2010 und 2015 ihre Anschlagserie unterbrochen hatte, um die Annäherung und den Friedensprozess zwischen der AKP-Regierung und der PKK nicht zu gefährden, kündigte der
operative PKK-Chef Cemil Bayık, der die Gründung der TAK einst aktiv unterstützt hatte, im November 2015 die drohende Möglichkeit an, dass seine Generation die letzte sei, mit der die AKP-Regierung einen Frieden verhandeln könne. Laut Rayk Hähnlein (SWP) fasste die TAK dieses Signal von Bayık als Ermutigung zu weiterer Gewalt auf. Nach der Wiederaufnahme der Anschläge durch die TAK erklärte der PKK-Sprecher Zagros Hiwa im Hauptquartier der PKK in den nordirakischen Kandil-Bergen gegenüber der niederländischen Journalistin Frederike Geerdink, die PKK verfüge über keine Information über die TAK, doch habe die TAK „mit [dem türkischen Präsidenten] Erdoğan in der einzigen Sprache gesprochen, die er versteht“. Hiwa gab eine Stellungnahme von Cemil Bayık wieder, der einen Tag nach dem TAK-Anschlag in Ankara vom 17. Februar 2016 in Anspielung auf den Tod von Zivilisten während der Kämpfe in Städten wie Diyarbakır, Cizre oder Silopi verkündet hatte, dass die TAK-Anschläge eine „Vergeltung für die Massaker in Kurdistan“ gewesen sein könnten. Zwei Tage nach dem Bombenanschlag in Ankara am 13. März 2016 kündigte Bayık in einem Interview mit der Times an, dass die PKK den Krieg ausweiten wolle. Hauptziel sei es, den türkischen Ministerpräsidenten Recep Tayyip Erdoğan und die Regierungspartei AKP zu Fall zu bringen. Die Türkei könne „mit ihnen“ nicht demokratisch werden. Bayık behauptete mit Anspielung auf die kurdischen Bevölkerungsanteile: „Unser Volk will Rache, es will, dass die Guerilla Vergeltung für sie übt.“ Bayık, einer der meistgesuchten Terroristen, hatte in den vorangegangenen Monaten mehrfach wie im Dezember 2015 gedroht, dass die PKK-Guerilla in die Städte eindringen werde, wenn die türkische Regierung den Krieg gegen die PKK ausweiten sollte. Die beiden Anschläge der PKK-Splittergruppe TAK im Zentrum von Ankara im Februar und März 2016 mit insgesamt 66 Toten wurden als Realisierung dieser Drohung gedeutet. Verschiedene türkische Politologen vertraten die Ansicht, die PKK verfolge deutlich erkennbar das Ziel, Chaos zu stiften und die Türkei – ähnlich wie Syrien – in den Zustand eines failed state zu bringen. Der Politologe und Sicherheitsexperte Sedat Laçiner von der Çanakkale-Universität betrachtete die Anschläge von Ankara als „Teil einer Strategie, mit der die PKK die Türkei in eine Art zweites Syrien verwandeln will“, indem sie den Terror ausweiten wollten, um die Türkei in einem vollständigen Chaos unregierbar zu machen, da sich ihre Ziele und Autonomiebestrebungen in einem gescheiterten Staat wie Libyen oder Syrien weitaus leichter erreichen ließen als in einem starken zentral geführten Staat. Bayık behauptete dagegen in einem Interview mit Geerdink im Mai 2016, der türkische Staat begehe Anschläge im Namen der TAK.
Das PKK-Führungsmitglied Sabri Ok erklärte, dass es sich beim Bombenanschlag der TAK in Ankara am 17. Februar 2016 in militärischer Hinsicht um eine große und historische Aktion handele, zu der man sich in jeder Hinsicht bekennen müsse und auf die man stolz sein müsse.
Sinan Ülgen, Präsident des Center for Economics and Foreign Policy, vertritt die Ansicht, dass die PKK die TAK benütze, um schwere Aktionen auszuführen, die dem Image der Organisation und der Beziehungen der Organisation zum Ausland schaden könnten.